# Eotmethis recipennis
Eotmethis recipennis is een rechtvleugelig insect uit de familie Pamphagidae. De wetenschappelijke naam van deze soort is voor het eerst geldig gepubliceerd in 1986 door Xi & Zheng.